# Жуково (Рязанский район)
Жуково — деревня в Рязанском районе Рязанской области. Входит в Подвязьевское сельское поселение.

## География
Находится в северо-западной части Рязанской области на расстоянии приблизительно 15 км на запад-юго-запад по прямой от вокзала станции Рязань II.

## История
На карте 1850 года была отмечена деревня Жукова с 1 двором. В 1897 году здесь (тогда деревня Рязанского уезда Рязанской губернии) было учтено 6 дворов. Ныне имеет дачный характер.

## Население
Численность населения: 67 человек (1897 год), 2 в 2002 году (русские 100 %), 0 в 2010.